# کریستیان کلمنس
کریستیان کلمنس (انگلیسی: Christian Clemens؛ زادهٔ ۴ اوت ۱۹۹۱) یک بازیکن فوتبال اهل آلمان است.
از باشگاه‌هایی که در آن بازی کرده‌است می‌توان به باشگاه فوتبال شالکه ۰۴، باشگاه فوتبال کلن، ماینتس ۰۵ و تیم ملی فوتبال زیر ۲۱ سال آلمان اشاره کرد.